# Aharon Jadlin
Aharon Jadlin (hebr. אהרן ידלין, ang. Aharon Yadlin; ur. 17 kwietnia 1926 w moszawie Ben Szemen, zm. 12 sierpnia 2022) – izraelski polityk, w latach 1974–1977 minister edukacji i kultury, w latach 1964–1972 wiceminister w tym samym resorcie, latach 1960–1961 i 1964–1979 poseł do Knesetu z list Mapai i Koalicji Pracy.

## Życiorys
Urodził się 17 kwietnia 1926 w moszawie Ben Szemen. Działał w ruchu skautowskim. W 1946 brał udział w zakładaniu jedenastu osad na terenie pustyni Negew. Podczas wojny o niepodległość Izraela walczył z Arabami jako członek Palmachu. Ukończył studia na Uniwersytecie Hebrajskim w Jerozolimie (historia, ekonomia i socjologia). W latach 1950–1952 zasiadał w Komitecie Wykonawczym Histadrutu. Był jednym z założycieli, a w latach 1955–1957 zarządzającym wsią Bet Berl, był członkiem zarządu Ruchu Kibucowego.
W wyborach parlamentarnych w 1959 bezskutecznie kandydował do izraelskiego parlamentu z listy Mapai, ale wszedł w skład czwartego Knesetu 23 maja 1960 po rezygnacji Aharona Beckera. W wyborach w 1961 ponownie nie udało mu się zdobyć mandatu, ale w składzie piątym Knesecie znalazł się 4 maja 1964 po śmierci Żenji Twerskiej. 1 czerwca wszedł w skład pierwszego rządu premiera Lewiego Eszkola jako wiceminister edukacji i kultury, stanowisko to piastował również w drugim rządzie Eszkola. W latach 1964–1972 był przewodniczącym komisji ds. ruchów młodzieżowych. W wyborach w 1965 zdobył mandat z listy Koalicji Pracy, a 17 stycznia trafił do nowego rządu Eszkola, gdzie dalej pełnił funkcję wiceministra, którą utrzymał także w pierwszym rządzie Goldy Meir, powołanym 17 marca 1969. We wszystkich tych rządach ministrem kultury był Zalman Aran. Wybory w 1969 przyniosły mu reelekcję, a od 22 grudnia 1969 do 26 lipca 1972 ponownie pełnił funkcję wiceministra edukacji i kultury – w drugim rządzie Goldy Meir, przy ministrze Jigalu Allonie. W wyborach w 1973 skutecznie obronił mandat poselski, a 3 czerwca 1974 został powołany na stanowisko ministra edukacji i kultury w pierwszym rządzie Icchaka Rabina, na stanowisku zastąpił Jigala Allona. Obowiązki pełnił do końca kadencji rządu – 20 czerwca 1977, a jego następcą został Zewulun Hammer. W kolejnych wyborach ponownie wywalczył mandat poselski, jednak 12 stycznia 1979 zrezygnował z zasiadania w dziewiątym Knesecie, a zastąpił go Ze’ew Kac. W latach 1985–1989 był sekretarzem generalnym Zjednoczonego Ruchu Kibucowego.
Jest autorem wielu publikacji na tematy edukacyjne i syjonistyczne. W 1968 i w 1979 wydał dwie pozycje książkowe.